# Kasim (pokrajina)
Kasim (arapski منطقة القصيم‎ Al Qaṣīm) je jedna od 13 pokrajina u Saudijskoj Arabiji.
Smještena je u središnjem dijelu države, gotovo u samom središtu Arapskog poluotoka. Pokrajina ima 1.016.756 stanovnika, a zauzima 65.000 km² površine. Pokrajina Kasim je po broju stanovnika sedma u zemlji nakon pokrajine Jizan. Glavni grad je Burajdah u kojem živi oko 49 posto ukupnog stanovništva pokrajine. Guverner pokrajine je od 1992. godine princ Bandar bin Faisal.